# Dorothy Arnold

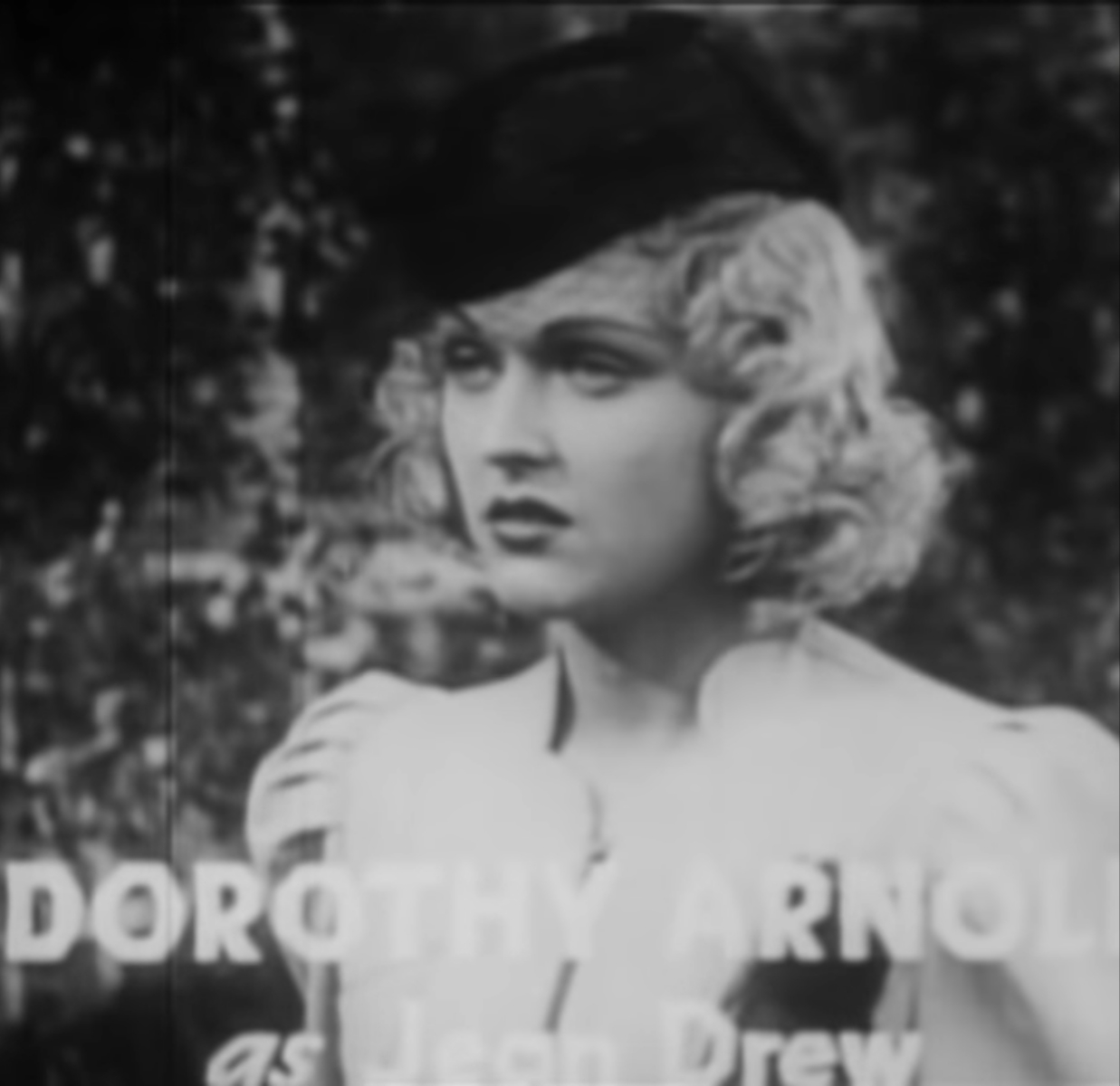
Dorothy Arnold

Dorothy Arnold (21 november 1917 - 13 november 1984) was een Amerikaanse filmactrice. 
Zij speelde tussen 1937 en 1939 in 15 films. Het meest werd ze bekend door haar rol in The Phantom Creeps (1939).

## Privé
Arnold was getrouwd met honkbalspeler Joe DiMaggio. Hij ontmoette haar op een filmset, uit hun huwelijk kwam een zoon die geboren werd in 1941. Het huwelijk hield niet lang stand, het werd ontbonden in 1944.

## Films
| Jaar | Titel                         | Rol                | Opmerkingen                                       |
| ---- | ----------------------------- | ------------------ | ------------------------------------------------- |
| 1937 | Freshies                      | Zangeres           | Kort                                              |
| 1937 | Manhattan Merry-Go-Round      | Danseres           | Onvermeld Alternatieve titel: Manhattan Music Box |
| 1938 | The Storm                     | Nora, vrouw in bar |                                                   |
| 1938 | Exposed                       | Garderobedame      | Onvermeld                                         |
| 1938 | Secrets of a Nurse            | Secretaresse       |                                                   |
| 1938 | Gambling Ship                 | Gastvrouw          | Onvermeld                                         |
| 1939 | The Phantom Creeps            | Jean Drew          | Serie, Alternatieve titel: The Shadow Creeps      |
| 1939 | Pirates of the Skies          | Serveerster        | Onvermeld                                         |
| 1939 | You Can't Cheat an Honest Man | Eerste debutante   | Onvermeld                                         |
| 1939 | Risky Business                | Helen              | Onvermeld                                         |
| 1939 | The Family Next Door          | Kassière           |                                                   |
| 1939 | Code of the Streets           | Mildred            |                                                   |
| 1939 | Unexpected Father             | Sally (showgirl)   | Alternatieve titel: Sandy Takes a Bow             |
| 1939 | The House of Fear             | Gloria DeVere      |                                                   |
| 1939 | Hero for a Day                | Dorothy            |                                                   |
| 1957 | Lizzie                        | Elizabeth's moeder |                                                   |
| 1958 | Fräulein                      | Vrouw bij Hugo     | Onvermeld (laatste film rol)                      |

- Biblioteca Nacional de España: XX4606150
- International Standard Name Identifier: 0000 0001 1811 7184
- Library of Congress Control Number: no2013030224
- Virtual International Authority File: 169086262
- WorldCat: E39PBJhMr7kcVk9X9JTJCwkMT3